# Piotr Przytocki
Piotr Marian Przytocki (ur. 15 sierpnia 1957 w Krośnie) – polski samorządowiec, przedsiębiorca, od 2002 prezydent Krosna.

## Życiorys
Syn Romualda i Emilii. Z wykształcenia jest inżynierem mechanikiem, zdobył również tytuł zawodowy magistra. W 1982 ukończył studia na Wydziale Mechanicznym Politechniki Krakowskiej, jest też absolwentem Instytutu Technologii Maszyn.
Na początku kariery zawodowej pracował jako konstruktor w Krakowskiej Fabryce Kabli (od 1981). W 1983 na tym samym stanowisku został zatrudniony w Ośrodku Badawczo-Rozwojowym „ERG” w Jaśle. Od 1989 przez rok pełnił funkcję zastępcy dyrektora w Przedsiębiorstwie Ochrony Środowiska „Salus”. Od 1990 do 2002 był prezesem zarządu Przedsiębiorstwa Produkcyjno-Usługowego „Tetrix”. Był też prezesem Podkarpackiej Izby Gospodarczej.
W wyborach samorządowych w 2002 został wybrany na prezydenta Krosna. W kolejnych wyborach w 2006, 2010, 2014, 2018 i 2024 skutecznie ubiegał się o reelekcję, wygrywając każdorazowo w pierwszej turze.
Pozostaje bezpartyjny, w 1993 bez powodzenia kandydował do Sejmu z listy KLD. W 2010 był również kandydatem Platformy Obywatelskiej do sejmiku podkarpackiego (uzyskał mandat, z którego zrezygnował w związku z niepołączalnością funkcji).

## Życie prywatne
Był żonaty z Elżbietą (zm. 2023); ma trzech synów (Andrzeja, Macieja i Grzegorza).

## Odznaczenia i wyróżnienia
Uhonorowany tytułem „Najlepszy Prezydent w Polsce 2008” według rankingu tygodnika „Newsweek Polska”. W 2007 otrzymał Krzyż Kawalerski węgierskiego Orderu Zasługi. Wyróżniony tytułami „Honorowy Podhalańczyk” oraz „Zasłużony dla Miasta Zalaegerszeg”. W 2016 otrzymał Brązową Odznakę „Zasłużony dla Ochrony Przeciwpożarowej”. W 2024 odznaczony Złotym Krzyżem Zasługi.

## Wyniki wyborcze
| Wybory | Komitet wyborczy | Komitet wyborczy                          | Organ                                         | Okręg            | Wynik           |
| ------ | ---------------- | ----------------------------------------- | --------------------------------------------- | ---------------- | --------------- |
| 1993   |                  | Kongres Liberalno-Demokratyczny           | Sejm II kadencji                              | nr 22            | 534 (0,30%)     |
| 2002   |                  | KWW Porozumienie Wyborcze Krosno 2002     | Prezydent Krosna                              | Prezydent Krosna | 3982 (24,57%)   |
| 2002   | 7545 (59,17%)    | KWW Porozumienie Wyborcze Krosno 2002     | Prezydent Krosna                              | Prezydent Krosna |                 |
| 2006   |                  | KWW Samorządne Krosno 2006                | Prezydent Krosna                              | Prezydent Krosna | 12 874 (73,75%) |
| 2010   |                  | KWW Samorządne Krosno 2010                | Prezydent Krosna                              | Prezydent Krosna | 13 657 (76,62%) |
| 2010   |                  | Platforma Obywatelska                     | Sejmik Województwa Podkarpackiego IV kadencji | nr 5             | 12 800 (7,50%)  |
| 2014   |                  | KWW Samorządne Krosno Piotra Przytockiego | Prezydent Krosna                              | Prezydent Krosna | 12 064 (69,91%) |
| 2018   | 11 874 (62,95%)  | KWW Samorządne Krosno Piotra Przytockiego | Prezydent Krosna                              | Prezydent Krosna |                 |
| 2024   | 9630 (58,42%)    | KWW Samorządne Krosno Piotra Przytockiego | Prezydent Krosna                              | Prezydent Krosna |                 |